# Eva wil slapen
Eva wil slapen (Pools: Ewa chce spać) is een Poolse filmkomedie uit 1958 onder regie van Tadeusz Chmielewski. Hij won met deze film de Gouden Schelp op het filmfestival van San Sebastian.

## Verhaal
Ewa Bonecka is een naïef meisje uit de provincie. Ze komt op een avond aan in de grote stad om er op school te gaan. Het internaat blijkt op dat ogenblik nog niet geopend te zijn. Op zoek naar een plek om te overnachten dwaalt ze door de nachtelijke straten. De behulpzame politieagent Piotr Malewski ontfermt zich over haar lot.

## Rolverdeling
| Acteur               | Personage      |
| -------------------- | -------------- |
| Barbara Lass         | Ewa Bonecka    |
| Stanisław Mikulski   | Piotr Malewski |
| Stefan Bartik        | Commissaris    |
| Ludwik Benoit        | Leon Pistynek  |
| Maria Kaniewska      | Helutka        |
| Roman Kłosowski      | Lulek          |
| Wacław Kowalski      | Wapensmid      |
| Gustaw Lutkiewicz    | Dobiela        |
| Stanisław Milski     | Fafuła         |
| Władysław Osto-Suski | Lijkdrager     |
| Jarema Stępowski     | Wacek Szparaga |
| Wojciech Turowski    | Professor      |
| Edward Wichura       | Teofil         |
| Zygmunt Zintel       | Majoor Piętka  |